# Bruzella

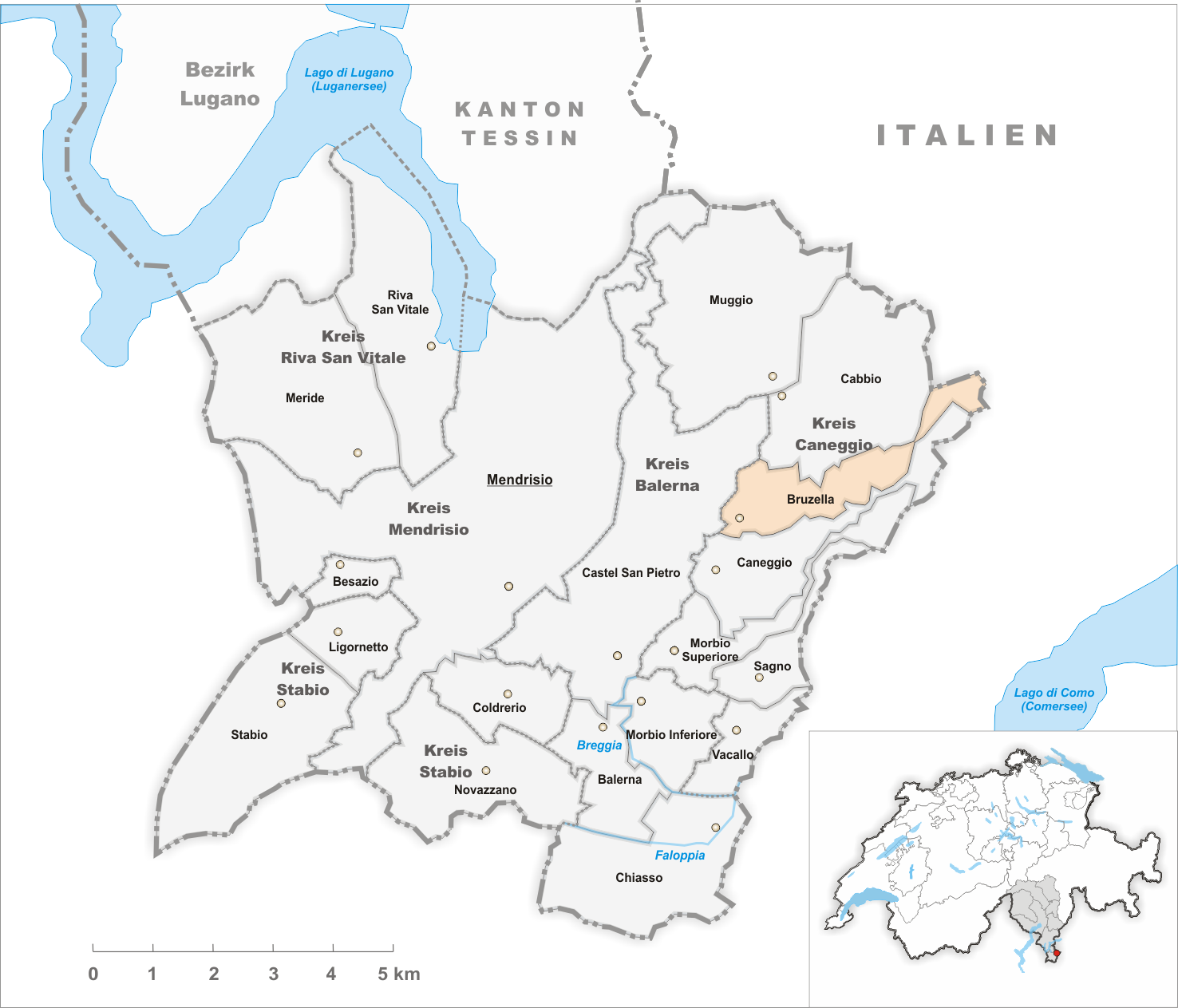
Gemeindestand vor der Fusion am 24. Oktober 2009

Bruzella ist ein Ort in der Gemeinde Breggia im Bezirk Mendrisio des Kantons Tessin in der Schweiz.

## Geographie
Bruzella liegt oberhalb von Chiasso auf der linken Seite des Muggiotals an einem Terrassenhang. Das Gemeindegebiet grenzt beim Monte Bisbino an Italien.

## Geschichte
852 wurde Bruzella als Brusella erwähnt. Früher gehörte das Dorf zur Pfarrei Balerna, bildete dann eine solche mit Caneggio und löste sich Anfang des 19. Jahrhunderts davon ab. In Bruzella wurden vor allem der Waldbestand genutzt und Käse hergestellt. Heute wird Bruzella weitgehend von Pensionierten und Pendlern (80 % der Werktätigen) bewohnt.
Bis zum 25. Oktober 2009 war Bruzella eine eigenständige Gemeinde, sie fusionierte dann mit den Gemeinden Cabbio, Caneggio, Morbio Superiore, Muggio, Sagno zur Gemeinde Breggia. Bruzella bildet aber nach wie vor die eigenständige Bürgergemeinde Patriziato di Bruzella.

## Bevölkerung
Einwohnerzahlen: Volkszählungsdaten

## Sehenswürdigkeiten
- Pfarrkirche San Siro[5]
- Emilio Bossis Denkmal[5]
- Alte Mühle, die auch auf einer Schweizer Briefmarke (Pro Patria aus dem Jahr 2002) abgebildet ist[5]
- Alte Steinbrücke der Mühle[5]

## Veranstaltungen
- Kunstgalerie Fondazione Rolla[6]

## Bilder

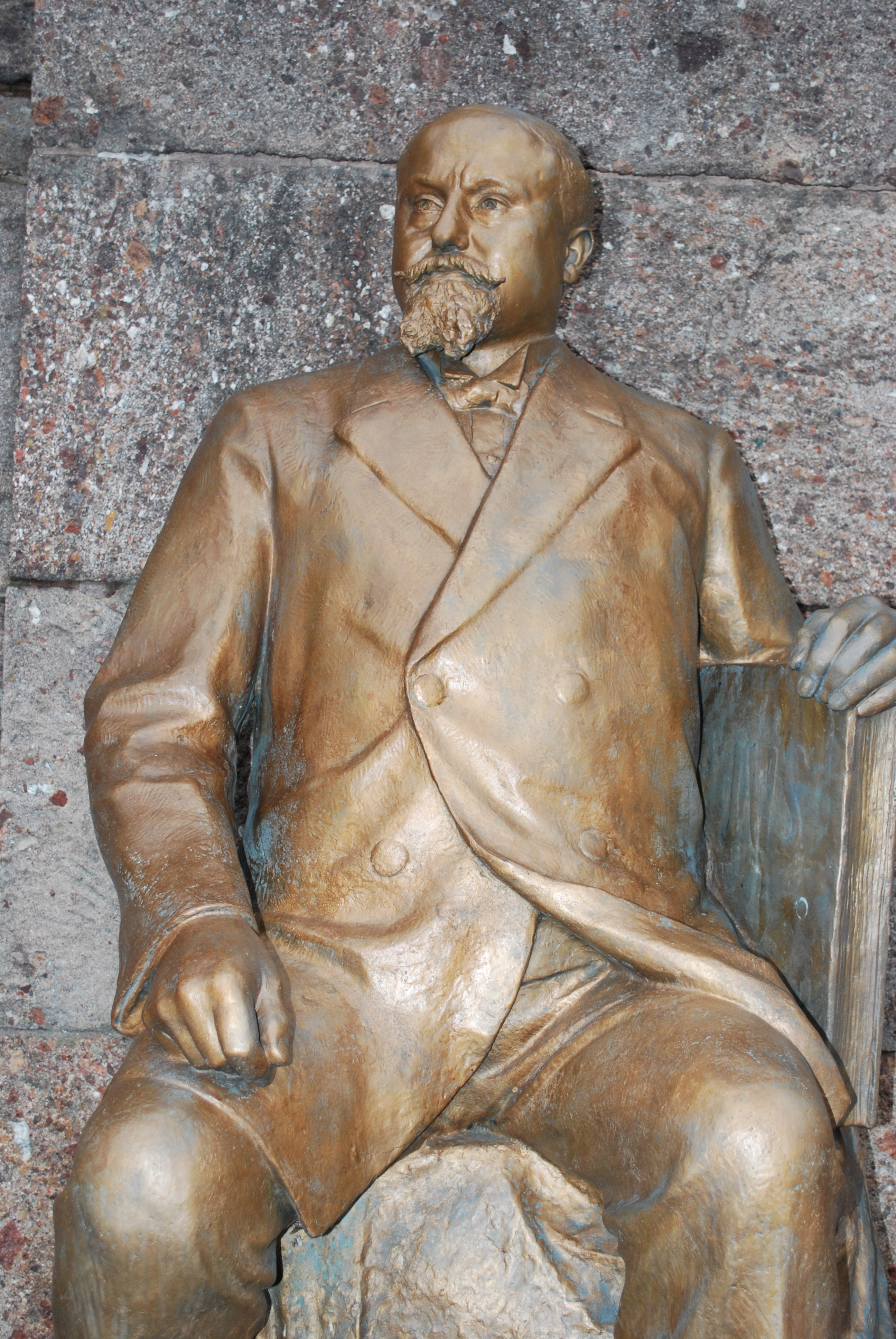
Denkmal für Emilio Bossi
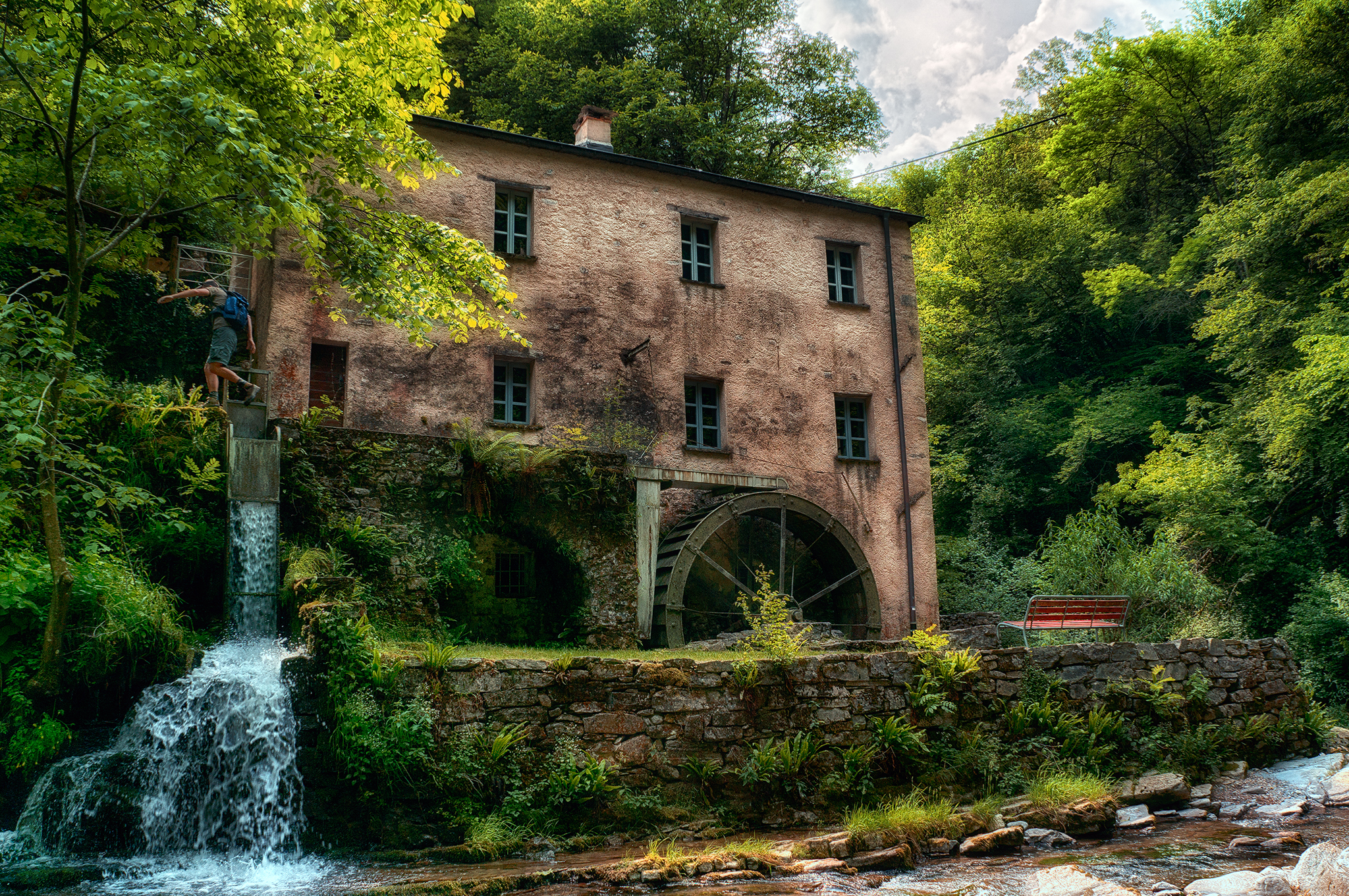
Alte Mühle
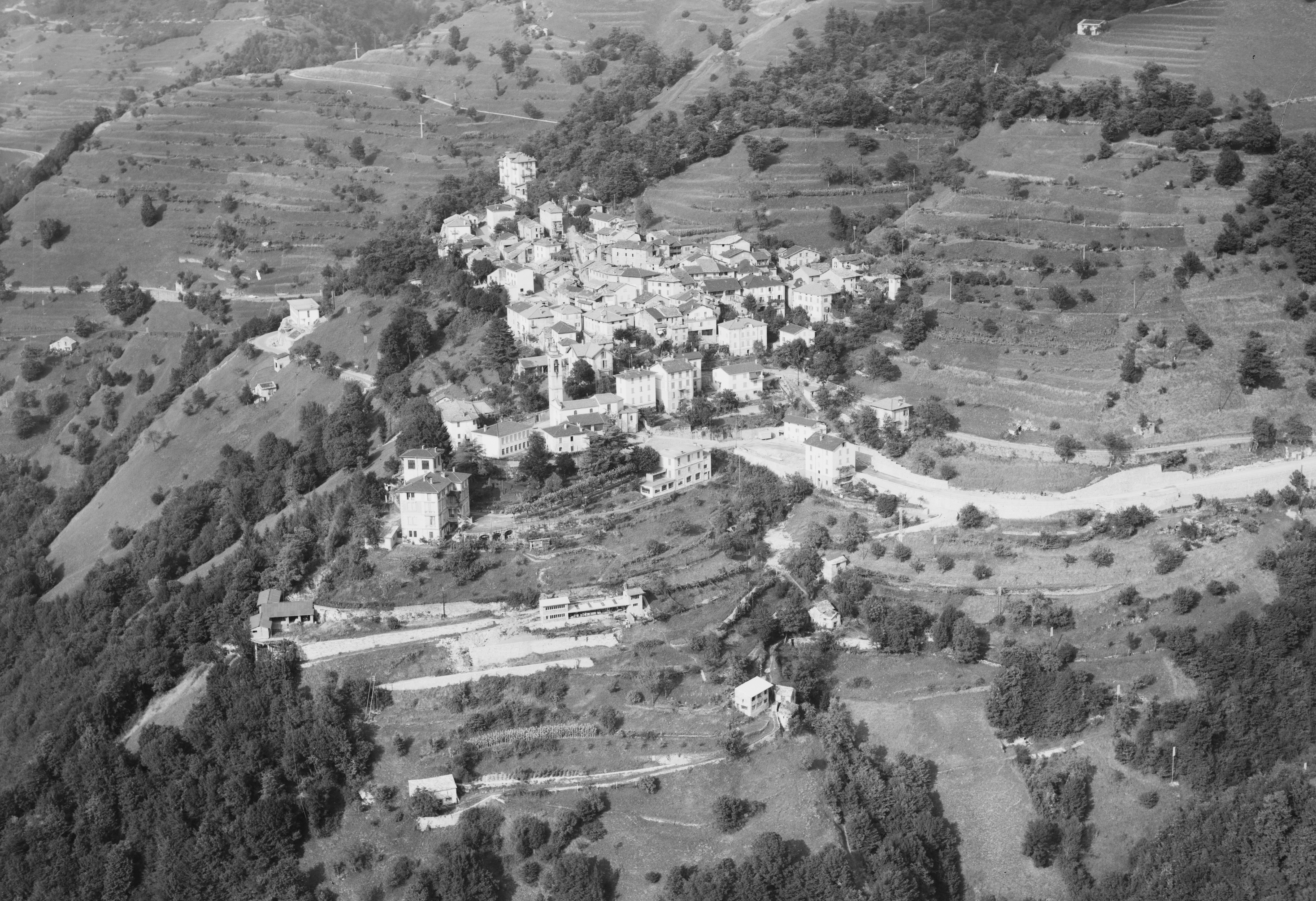
Werner Friedli (Fotograf): Bruzella, historisches Luftbild (1964)